# Rosina Schneeberger
Rosina Schneeberger (* 16. Jänner 1994) ist eine ehemalige österreichische Skirennläuferin. Sie gehörte ab 2017 dem A-Kader des Österreichischen Skiverbandes (ÖSV) an und startete vorwiegend in den Disziplinen Super-G, Riesenslalom und Slalom. Bei Juniorenweltmeisterschaften konnte sie drei Bronzemedaillen gewinnen.

## Biografie
Rosina Schneeberger stammt aus Hippach im Zillertal und startete für ihren Heimatverein. Im Alter von drei Jahren stand sie erstmals auf Skiern. Sie absolvierte die Skihauptschule Neustift und anschließend das Schigymnasium Stams.

### Jugend und Europacup
Im Alter von 16 Jahren gab Schneeberger am 12. Jänner 2011 ihr Europacup-Debüt in der Abfahrt von Zauchensee. In derselben Saison nahm sie am Europäischen Olympischen Jugendfestival in Liberec teil. Bei den Juniorenweltmeisterschaften im kanadischen Québec gewann sie 2013 die Bronzemedaille im Super-G. In der folgenden Europacup-Saison punktete sie in sämtlichen Disziplinen und erreichte den vierten Gesamtrang. Bei den Juniorenweltmeisterschaften in Jasná errang sie sowohl im Riesenslalom als auch im Super-G die Bronzemedaille und belegte in allen fünf Bewerben einen Platz unter den Top 10. Einen weiteren Erfolg verbuchte sie 2014 im Rahmen der Österreichischen Meisterschaften, als sie den Titel im Super-G gewann und dabei Anna Fenninger und Elisabeth Görgl hinter sich ließ.

### Weltcup
Ihr Weltcup-Debüt gab Schneeberger am 25. Oktober 2014 im Riesenslalom von Sölden. Nur drei Wochen später zog sie sich im Slalom von Levi einen Kreuzband- und Meniskusriss zu, womit die Saison für sie vorzeitig beendet war. Ihre ersten Weltcuppunkte gewann sie am 27. Februar 2016 mit Platz 28 im Super-G von Soldeu. Auch am Tag darauf konnte sie mit Platz 16 in der Kombination ein neues Spitzenresultat erzielen. In Jasná gewann sie mit Platz 24 erstmals Punkte im Riesenslalom. Am Ende der Saison gewann sie im Pitztal in der Kombination ihren zweiten Staatsmeistertitel. Im Dezember 2016 klassierte sie sich mit Rang neun in der Kombination von Val-d’Isère erstmals unter den besten zehn.
Im Februar 2017 nahm Schneeberger an den Weltmeisterschaften in St. Moritz teil, wo sie in der Kombination als Abfahrts-18. im Slalom ausschied. Am Ende der Saison gewann sie im Super-G ihren insgesamt dritten Staatsmeistertitel. Am 31. August 2017 zog sie sich im Riesenslalom-Training in Argentinien einen Kreuzbandriss im rechten Knie zu und musste damit auf die Olympiasaison verzichten.
Am 28. Februar 2021 stürzte Rosina Schneeberger beim Super-G in Val di Fassa und erlitt nach Angaben des ÖSV einen Unterschenkelbruch.
Im August 2024 gab sie ihren Rücktritt vom Leistungssport bekannt. Seit der Winter Saison 2024/2025 betreibt sie mit ihrer Schwester einen Foodtruck, im Skigebiet Mayrhofen, an der Bergstation der Möslbahn.

## Erfolge

### Weltcup
- 1 Platzierung unter den besten zehn

### Weltcupwertungen
| Saison  | Gesamt | Gesamt | Abfahrt | Abfahrt | Super-G | Super-G | Riesenslalom | Riesenslalom | Kombination | Kombination |
| Saison  | Platz  | Punkte | Platz   | Punkte  | Platz   | Punkte  | Platz        | Punkte       | Platz       | Punkte      |
| ------- | ------ | ------ | ------- | ------- | ------- | ------- | ------------ | ------------ | ----------- | ----------- |
| 2015/16 | 83.    | 51     | –       | –       | 40.     | 15      | 49.          | 7            | 27.         | 29          |
| 2016/17 | 70.    | 86     | –       | –       | 44.     | 13      | 38.          | 22           | 12.         | 51          |
| 2019/20 | 94.    | 28     | –       | –       | 43.     | 10      | –            | –            | 25.         | 18          |
| 2020/21 | 78.    | 43     | 40.     | 13      | 36.     | 26      | 57.          | 4            | –           | –           |

### Europacup
- Saison 2013/14: 4. Gesamtwertung, 3. Kombinationswertung, 8. Super-G-Wertung, 8. Riesenslalomwertung
- Saison 2015/16: 9. Riesenslalomwertung
- Saison 2016/17: 2. Kombinationswertung, 5. Super-G-Wertung
- Saison 2019/20: 2. Gesamtwertung, 2. Abfahrtswertung, 5. Super-G-Wertung, 5. Kombinationswertung, 7. Riesenslalomwertung
- 11 Podestplätze, davon 2 Siege:

| Datum            | Ort           | Land    | Disziplin   |
| ---------------- | ------------- | ------- | ----------- |
| 20. Februar 2017 | Crans-Montana | Schweiz | Kombination |
| 15. Februar 2020 | Crans-Montana | Schweiz | Abfahrt     |

### Juniorenweltmeisterschaften
- Roccaraso 2012: 5. Super-G
- Québec 2013: 3. Super-G, 6. Super-Kombination, 9. Slalom, 20. Riesenslalom, 29. Abfahrt
- Jasná 2014: 3. Riesenslalom, 3. Super-G, 4. Super-Kombination, 9. Slalom, 9. Abfahrt

### Weitere Erfolge
- Dreifache Österreichische Meisterin (Super-G 2014 und 2017, Kombination 2016)
- Dritte bei den Neuseeländischen Skimeisterschaften im Slalom 2013
- 4 Siege in FIS-Rennen